# Bartomeu Ribelles (historiador)
Bartomeu Ribelles   (València, 1765 - 1816) fou un frare dominicà i historiador valencià, cronista tant del seu orde com de la ciutat i Regne de València.
Actualment moltes de les seues obres romanen inèdites o estan desaparegudes. Entre les que es conserven destaquen Observaciones histórico-críticas a las trovas intituladas de Mosén Jaime Febrer (1804), Compendio histórico de todas las epidemias padecidas en Valencia antes del año 1647 (1804), Memorias histórico-críticas de las antiguas Cortes del reino de Valencia (1810), Examen histórico-crítico del señorio, jurisdicción y derecho a reducirse a la Real Corona, de la insigne villa de Sueca (vol.1); Colección diplomática de los documentos a que se refiere el examen histórico-crítico del señorío, jurisdicción y derecho a reducirse a la Real Corona de la insigne villa de Sueca (vol.2); Extracto chronológico de los privilegios, escrituras, testimonios, procesos y otros documentos escritos en pergamino y en papel sellado y común, existentes en el archivo de la villa de Sueca, en el año 1814 (vol.3) (1814).
Aquests tres volums de 1814, sobre Sueca i el seu arxiu, foren un encàrrec de l'ajuntament, que necessitava reunir proves documentals per al plet que duia a terme contra el senyoriu per tal de poder incorporar-se a la corona. La tasca de Ribelles, a més de ser un treball d'investigació històrica destinat a proporcionar informació per al plet, va suposar el primer treball seriós d'ordenació i catalogació de l'Arxiu de Sueca.